# 加勒比聯邦
加勒比联邦（Commonwealth Caribbean），是指加勒比地区原屬大英帝国，後成爲英聯邦的英语區域，包含了諸多陸續獨立的島國及大陸國家和英國海外領土。加勒比联邦亦稱英語加勒比地區 (Anglophone Caribbean)。
該術語現今主要用於取代英屬西印度群島，後者在以往用於代指英國在該地區的殖民地（尤其是島嶼，因此多數情況下排除位於大陸的圭亞那和伯利兹)。

## 國家與領土

### 獨立島國
| 國家           | 備註   |
| -------------- | ------ |
| 安地卡及巴布達 |        |
| 巴哈马         |        |
|                | 共和國 |
| 多米尼克       | 共和國 |
| 格瑞那達       |        |
| 牙买加         |        |
| 圣基茨和尼维斯 |        |
| 圣卢西亚       |        |
|                |        |
| 千里達及托巴哥 | 共和國 |

### 獨立大陸國家
| 國家 | 備註           |
| ---- | -------------- |
|      | 與中華民國建交 |
|      | 共和國         |

### 英國海外領土
英國於加勒比海地區有6處海外領土，皆屬於英語文化圈及爲英聯邦的成員。該領土通常亦稱英國加勒比海海外領土、英屬加勒比領土、或英屬西印度群島。
| 英國海外領土   | 備註                                                                             |
| -------------- | -------------------------------------------------------------------------------- |
|                |                                                                                  |
| 英屬維爾京群島 |                                                                                  |
| 开曼群岛       |                                                                                  |
|                |                                                                                  |
|                |                                                                                  |
| 百慕大         | 百慕大有可能不被視爲加勒比地區，因爲該島實際上位於北大西洋，離加勒比海有段距離。 |

### 其他使用英語的非英聯邦地區

#### 美屬處女群島及波多黎各
兩地的官方語言皆爲英語（波多黎各則爲英語與西班牙語同行）。兩地皆爲美國屬地，故並非英聯邦一員。

#### 荷屬聖馬丁
荷屬聖馬丁是荷蘭王國的組成國之一，故非英聯邦成員。英語是該國日常交流語言語言及行政語言，67.5%的人口以英語爲母語。

## 西印度群島聯邦
西印度群島聯邦存在於1958年至1962年年間，包含了所有英聯邦於當地的島國（巴哈馬除外）及英屬加勒比領土（百慕大及英屬處女群島除外）。英屬圭亞那（今圭亞那）及英屬洪都拉斯（今伯利兹）爲聯邦觀察員國。
加勒比聯邦各國/領土共同組成一支板球隊——西印度群島板球隊。美屬處女群島及荷屬聖馬丁都加入了該隊參加2020球賽。

## 加勒比共同體
英語文化圈內的加勒比國家/領土於1973年創立了加勒比共同體 (CARICOM)。該共同體的正式成員國包含了所有使用英語的獨立島國，以及圭亞那、伯利兹和蒙特色拉特島 (英屬領土)。其他英屬加勒比領土及百慕達則爲準會員國。英語直1995年前爲組織唯一官方語言，直到蘇里南加入，使荷蘭語亦成爲官方語言之一。